# Bernal (Argentinien)
Bernal ist ein Ort im Nordwesten des Partidos Quilmes in der Provinz Buenos Aires in Argentinien. Sie liegt im Südosten des Ballungsraums Gran Buenos Aires, direkt nördlich an das eigentliche Quilmes angrenzend.

## Geschichte
Der Name Bernal kommt von einer einflussreichen Familie, die sich vermutlich schon in der Kolonialzeit in der Gegend um Buenos Aires niedergelassen hatte. Pedro Bernal, der im Distrikt Quilmes lebte, teilte im Jahr 1850 einen Teil seines Grundbesitzes in kleine Parzellen ein. Dieses Jahr gilt heute als Gründungsdatum von Bernal.

## Bevölkerung
Von den 109.914 Einwohnern lebten 2001 76.499 im Stadtteil Bernal Oeste (West-Bernal) und 33.415 in Bernal Este (Ost-Bernal). Bernal ist die zweitgrößte Stadt von Quilmes und besitzt 21 % der Bevölkerung dieses Partidos.

## Söhne der Gemeinde
- Bernardo Baraj (* 1944), Jazzsaxophonist
- Obdulio Diano (1919–2007), Fußballspieler
- Tita Galatro (1914–1988), Tangosängerin und Schauspielerin
- Óscar Giacché (1923–2005), Radrennfahrer
- Gabriel Alejandro Milito (* 1980), Fußballspieler
- Manuela Pizzo (* 1991), Handballspielerin
- Diego Solís (* 1958), Tangosänger, Gitarrist, Arrangeur und Komponist
- Lucas Vera (* 1997), Fußballspieler